# Michael Hainisch
Michael Hainisch ([ˈmɪçaːʔeːl ˈhaɪ̯nɪʃ]ⓘ; ur. 15 sierpnia 1858 w Aue, obecnie część Gloggnitz, zm. 26 lutego 1940 w Wiedniu) – austriacki prawnik i polityk, prezydent Austrii w okresie od 9 grudnia 1920 do 10 grudnia 1928, zwolennik poglądów liberalnych. Nie należał do żadnej partii.
Urodził się w mieście Aue jako syn Marianne Hainisch z domu Perger (1839-1936), austriackiej bojowniczki o równouprawnienie kobiet.